# 小間物屋政談
小間物屋政談（こまものやせいだん）は、落語の演目のひとつ。万両婿の別名がある。

## あらすじ
京橋の小間物屋の主人である相良屋小四郎は、自らが売り物を背負って売り歩く、背負い物売りである。ある時、少しばかり金が入ったので上方まで遠出して商いに出ようとするのだが、道中箱根山のあたりで腹の具合が悪くなったので､森の中へ入って用を足すことにする。すると、どこからか助けを呼ぶ声が聞こえたので、声のする方へ行ってみると、樹木に肌襦袢一枚で縛り付けられている男を発見する。なんでもその男は江戸一番の小間物屋の主人、若狭屋甚兵衛という者で、病の療養の旅の道中、追い剥ぎにあったためにこのような姿になったのだという。事態を知った小四郎は自分の着替えの着物一式と少しばかりの銭、それともしお礼をいただけるのであればと自分の名前と住所を書いた紙を甚兵衛に渡し、別れた。
甚兵衛は小四郎にお礼を言いながら京橋へ帰ろうとするのだが、帰路で泊まった旅館にて病をこじらせ、急逝してしまう。旅館の者はこの死体の身元を調べようとしたたところ、先程の小四郎の名前と住所が書かれた紙が出てきたため、遺体を小四郎のものだと勘違いしてしまい、また小四郎の着物を着てるばかりか、顔まで小四郎に瓜二つであるため、知らせを聞いて駆けつけた大家までもこの遺体を小四郎だと勘違いし、そのまま甚兵衛の遺体は小四郎だとして葬儀もあげられてしまう…
そして葬儀が終わって数週間がたったある日。小四郎に留守を頼まれていた大家は小四郎の女房である､おトキに縁談を持ってくる。というのも､おときは夫の死(？)により､未亡人となってしまったものの､まだ夫なき身になるのには若すぎると考えた結果であるため､おトキも納得をし､小四郎の遠戚に当たる三五郎なら店を守るのにも男性としてもいいということで三五郎との縁談をまとめてしまう。
しかし､婚礼を済ませた初夜に運悪いことに死んだはずの小四郎が帰ってきてしまう。最初､2人は幽霊が出たと大騒ぎするが､事態を聞いた大家が小四郎の幽霊と話をしたところ､小四郎の死体だと思っていた男性の遺体は若狭屋甚兵衛であり､それが小四郎だと勘違いされることとなった原因も説明され､ようやく間違いに気づく。
しかし､すでに縁談がまとまったものを引き離すわけにはいかないということであろうことか大家は小四郎に本当に幽霊になることを勧める。小四郎もこれには納得がいかないため､お奉行様に訴えを出すが､仮におトキをとり返せたとしても三五郎が同じことをするのは明らかであり､小四郎と三五郎は遠戚に当たるということもあり､血を分けた者たちの争いを見るのもよろしくはないということで､お奉行様までも小四郎に死ぬことを勧める。
しかし､お奉行様の話はこれで終わりではなかった。お奉行様が言うには相良屋の主人としての小四郎は死んだこととするが､小四郎がこのような事件に巻き込まれたのもそもそもは山中で若狭屋甚兵衛を助けたためであり､その若狭屋もちょうど主人を失ったことで悩んでいるところであることから小四郎に､若狭屋の跡取りとなることを勧める。
思えば､相良屋は主人自らが売りに出なければならないような小さな小間物屋であるが､それに比べて若狭屋は奉公人は大勢いる､おまけに莫大な財産も有り､その上､器量の良い後妻・おトシがついてくるのだから小四郎にとってこれほど上手い話はない。小四郎は迷わず若狭屋の新たな主人・若狭屋小四郎となる道を選び､｢これだけの身代だけでなく､おまけでこんな綺麗な女と結ばせてくれたお奉行様への御恩は一生かかっても背負いきれません｣と言う。
するとお奉行様は｢なに。お前はもう大きな店の主人となったんだ。だから､もう背負う必要はない｣と寛大な返しをするのであった。